# Droga ekspresowa S5
Die Droga ekspresowa S5 (poln. für ‚Schnellstraße S5‘) ist eine zum Teil fertiggestellte bzw. im Bau und in der Planung befindliche Schnellstraße in Polen. Sie soll bei Ostróda von der Schnellstraße S7 abzweigen und über Grudziądz, wo sie die Autobahn A1 kreuzt, Bydgoszcz und Posen nach Breslau, wo sie auf die Autobahn A8 trifft, verlaufen. Weiterhin soll sie bei Sobótka südlich von Breslau von der Schnellstraße S8 abzweigen, über Świebodzice zur Schnellstraße S3 bei Bolków verlaufen und so die kürzeste und schnellste Verbindung von Warschau oder Posen über Breslau zur polnisch-tschechischen Grenze und weiter nach Prag herstellen. Im Verlauf wird die S5 vier Woiwodschaften durchziehen und auf der Strecke von Świecie bis Breslau der Europastraße 261 entsprechen sowie auf dem südlichen Abschnitt auch Teil der Europastraße 67 werden.

## Planungsgeschichte
In den Straßenneubauplanungen von 1945/46 ist eine Verbindung von Bydgoszcz über Posen nach Breslau vorgesehen. Die heutige A1 sollte diesen Planung nach über Bydgoszcz verlaufen und von dort aus sollte die Strecke der S5 abzweigen. In den Planungen von 1963 und 1971 ist die Strecke mit leichten Modifikationen enthalten. Seit 1976 ist die Strecke in dem Verlauf, wie sie nun ausgeführt wird, enthalten. Seit 1985 wird sie als Droga ekspresowa bezeichnet. Ab dem Jahr 2001 wird die Strecke als S5 bezeichnet. Am 13. Oktober 2015 wurde der Straßenverlauf mit einem Beschluss der Regierung um etwa 100 Kilometer in nordöstlicher Richtung von Nowe Marzy bei Grudziądz nach Ostróda zur Schnellstraße S7 verlängert. Auf dieser Strecke wird die Schnellstraße parallel zur Landesstraße 16 führen und diese ersetzen. Diese Änderung wurde im Netzplan von 2016 beibehalten. Am 25. September 2019 wurde die S5 um die Strecke von der Schnellstraße S8 bei Sobótka über Świebodzice bis zur Schnellstraße S3 bei Bolków verlängert. Die S5 soll dabei die Landesstraßen 35 und 5 größtenteils ersetzen, die Großstadt Wałbrzych an das Autobahn- und Schnellstraßennetz anbinden sowie die Verbindung Breslau/Posen/Warschau–Prag verkürzen.

## Fertiggestellte Abschnitte
| Abschnitt                                           | Länge               | Bauzeit                                          | Baukosten                                        | Verkehrsübergabe                                                             | Ausbauzustand                                                                                     |
| --------------------------------------------------- | ------------------- | ------------------------------------------------ | ------------------------------------------------ | ---------------------------------------------------------------------------- | ------------------------------------------------------------------------------------------------- |
| Knoten Ostróda Południe                             | 002,5 km            | 2015–2018                                        | 204 Mio. Złoty (48 Mio. Euro)                    | 22. Dezember 2017                                                            | zwei Fahrbahnen mit je zwei Fahrstreifen (Reserve für den dritten Fahrstreifen im Mittelstreifen) |
| Knoten Ostróda Południe – Knoten Ostróda Zachód     | 005,3 km            | 2015–2018                                        | 272 Mio. Złoty (64 Mio. Euro)                    | 22. Dezember 2017 (nördliche Fahrbahn) 14. Juli 2018 (südliche Fahrbahn)     | zwei Fahrbahnen mit je zwei Fahrstreifen                                                          |
| Knoten Ostróda Zachód – Wirwajdy                    | 005,3 km            | 2020–2023                                        | 204 Mio. Złoty (51 Mio. Euro)                    | 20. Dezember 2022                                                            | zwei Fahrbahnen mit je zwei Fahrstreifen                                                          |
| Knoten Nowe Marzy – Knoten Świecie Północ           | 009,8 km            | 2015–2022                                        | 387 Mio. Złoty (96 Mio. Euro)                    | 26. August 2022                                                              | zwei Fahrbahnen mit je zwei Fahrstreifen                                                          |
| Knoten Świecie Północ – Knoten Świecie Zachód (1)   | 007,9 km            |                                                  |                                                  | 19. Dezember 1996                                                            | zwei Fahrbahnen mit je zwei Fahrstreifen                                                          |
| Knoten Świecie Zachód – Knoten Świecie Południe (1) | 005,6 km            |                                                  |                                                  | 27. Oktober 1998                                                             | zwei Fahrbahnen mit je zwei Fahrstreifen                                                          |
| Knoten Świecie Północ – Knoten Świecie Południe (2) | 012,8 km            | 2015–2022                                        | 379 Mio. Złoty (97 Mio. Euro)                    | 26. August 2022                                                              | zwei Fahrbahnen mit je zwei Fahrstreifen                                                          |
| Knoten Świecie Południe – Knoten Bydgoszcz Północ   | 022,3 km            | 2015–2022                                        | 686 Mio. Złoty (170 Mio. Euro)                   | 21. Oktober 2022                                                             | zwei Fahrbahnen mit je zwei Fahrstreifen (Reserve für den dritten Fahrstreifen im Mittelstreifen) |
| Knoten Bydgoszcz Północ – Knoten Bydgoszcz Opławiec | 014,7 km            | 2015–2019                                        | 458 Mio. Złoty (107 Mio. Euro)                   | 31. Dezember 2019                                                            | zwei Fahrbahnen mit je zwei Fahrstreifen (Reserve für den dritten Fahrstreifen im Mittelstreifen) |
| Knoten Bydgoszcz Opławiec – Knoten Bydgoszcz Błonie | 013,5 km            | 2015–2020                                        | 329 Mio. Złoty (82 Mio. Euro)                    | 31. Dezember 2020                                                            | zwei Fahrbahnen mit je zwei Fahrstreifen (Reserve für den dritten Fahrstreifen im Mittelstreifen) |
| Knoten Bydgoszcz Błonie                             | 002,6 km            | 2008–2010                                        | 82 Mio. Złoty (21 Mio. Euro)                     | 18. Dezember 2009                                                            | zwei Fahrbahnen mit je zwei Fahrstreifen                                                          |
| Knoten Bydgoszcz Błonie – Knoten Szubin Północ      | 009,7 km            | 2015–2021                                        | 450 Mio. Złoty (113 Mio. Euro)                   | 23. Dezember 2021                                                            | zwei Fahrbahnen mit je zwei Fahrstreifen (Reserve für den dritten Fahrstreifen im Mittelstreifen) |
| Knoten Szubin Północ – Knoten Żnin Północ           | 019,3 km            | 2015–2020                                        | 352 Mio. Złoty (88 Mio. Euro)                    | 12. Oktober 2020                                                             | zwei Fahrbahnen mit je zwei Fahrstreifen (Reserve für den dritten Fahrstreifen im Mittelstreifen) |
| Knoten Żnin Północ – Knoten Mieleszyn               | 025,1 km            | 2015–2019                                        | 425 Mio. Złoty (99 Mio. Euro)                    | 23. Dezember 2019                                                            | zwei Fahrbahnen mit je zwei Fahrstreifen (Reserve für den dritten Fahrstreifen im Mittelstreifen) |
| Knoten Mieleszyn – Knoten Gniezno Południe          | 018,3 km            | 2014–2017                                        | 476 Mio. Złoty (112 Mio. Euro)                   | 4. Mai 2017                                                                  | zwei Fahrbahnen mit je zwei Fahrstreifen (Reserve für den dritten Fahrstreifen im Mittelstreifen) |
| Knoten Gniezno Południe – Knoten Czerniejewo        | 014,1 km            | 2009–2012                                        | 537 Mio. Złoty (129 Mio. Euro)                   | 4. Juni 2012                                                                 | zwei Fahrbahnen mit je zwei Fahrstreifen (Reserve für den dritten Fahrstreifen im Bankett)        |
| Knoten Czerniejewo – Knoten Poznań Wschód           | 020,1 km            | 2009–2012                                        | 528 Mio. Złoty (127 Mio. Euro)                   | 4. Juni 2012                                                                 | zwei Fahrbahnen mit je zwei Fahrstreifen (Reserve für den dritten Fahrstreifen im Bankett)        |
| Knoten Poznań Wschód – Knoten Poznań Krzesiny (3)   | 009,5 km            | Realisierung als Abschnitt der Autobahn A2       | Realisierung als Abschnitt der Autobahn A2       | Realisierung als Abschnitt der Autobahn A2                                   | zwei Fahrbahnen mit je zwei Fahrstreifen (Reserve für den dritten Fahrstreifen im Bankett)        |
| Knoten Poznań Krzesiny – Knoten Poznań Zachód (3)   | 016,4 km            | Realisierung als Abschnitt der Autobahn A2       | Realisierung als Abschnitt der Autobahn A2       | Realisierung als Abschnitt der Autobahn A2                                   | zwei Fahrbahnen mit je drei Fahrstreifen                                                          |
| Knoten Poznań Zachód                                | 001,1 km            | Realisierung als Abschnitt der Schnellstraße S11 | Realisierung als Abschnitt der Schnellstraße S11 | Realisierung als Abschnitt der Schnellstraße S11                             | zwei Fahrbahnen mit je zwei Fahrstreifen (Reserve für den dritten Fahrstreifen im Bankett)        |
| Knoten Poznań Zachód – Knoten Mosina                | 015,9 km            | 2015–2019                                        | 516 Mio. Złoty (133 Mio. Euro)                   | 30. Dezember 2018 (östliche Fahrbahn) 14. Dezember 2019 (westliche Fahrbahn) | zwei Fahrbahnen mit je zwei Fahrstreifen (Reserve für den dritten Fahrstreifen im Mittelstreifen) |
| Knoten Mosina – Knoten Kościan Południe             | 018,9 km            | 2016–2019                                        | 363 Mio. Złoty (84 Mio. Euro)                    | 14. Dezember 2019                                                            | zwei Fahrbahnen mit je zwei Fahrstreifen (Reserve für den dritten Fahrstreifen im Mittelstreifen) |
| Knoten Kościan Południe – Knoten Lipno              | 015,7 km            | 2016–2019                                        | 303 Mio. Złoty (71 Mio. Euro)                    | 14. Dezember 2019                                                            | zwei Fahrbahnen mit je zwei Fahrstreifen (Reserve für den dritten Fahrstreifen im Mittelstreifen) |
| Knoten Lipno – Knoten Leszno Południe               | 019,2 km            | 2016–2018                                        | 443 Mio. Złoty (103 Mio. Euro)                   | 9. November 2018                                                             | zwei Fahrbahnen mit je zwei Fahrstreifen (Reserve für den dritten Fahrstreifen im Mittelstreifen) |
| Knoten Leszno Południe – Knoten Rydzyna             | 009,5 km            | 2016–2018                                        | 233 Mio. Złoty (54 Mio. Euro)                    | 5. Oktober 2018                                                              | zwei Fahrbahnen mit je zwei Fahrstreifen (Reserve für den dritten Fahrstreifen im Mittelstreifen) |
| Knoten Rydzyna – Knoten Korzeńsko                   | 029,3 km            | 2010–2014                                        | 820 Mio. Złoty (198 Mio. Euro)                   | 15. September 2014                                                           | zwei Fahrbahnen mit je zwei Fahrstreifen (Reserve für den dritten Fahrstreifen im Mittelstreifen) |
| Knoten Korzeńsko – Morzęcino                        | 014,9 km            | 2014–2017                                        | 576 Mio. Złoty (136 Mio. Euro)                   | 6. November 2017                                                             | zwei Fahrbahnen mit je zwei Fahrstreifen (Reserve für den dritten Fahrstreifen im Mittelstreifen) |
| Morzęcino – Knoten Krościna                         | 003,8 km            | 2014–2017                                        | 311 Mio. Złoty (73 Mio. Euro)                    | 6. November 2017                                                             | zwei Fahrbahnen mit je zwei Fahrstreifen (Reserve für den dritten Fahrstreifen im Mittelstreifen) |
| Knoten Krościna – Knoten Trzebnica                  | 010,0 km            | 2014–2017                                        | 311 Mio. Złoty (73 Mio. Euro)                    | 22. Dezember 2017                                                            | zwei Fahrbahnen mit je zwei Fahrstreifen (Reserve für den dritten Fahrstreifen im Mittelstreifen) |
| Knoten Trzebnica – Knoten Wrocław Północ            | 019,3 km            | 2014–2017                                        | 598 Mio. Złoty (141 Mio. Euro)                   | 22. Dezember 2017                                                            | zwei Fahrbahnen mit je zwei Fahrstreifen (Reserve für den dritten Fahrstreifen im Mittelstreifen) |
| Summe                                               | 366,0 km 340,1 km * |                                                  | 10,00 Mrd. Złoty (2,29 Mrd. Euro)                |                                                                              |                                                                                                   |

### Südumgehung von Ostróda
Die Südumgehung von Ostróda führt vom Knoten Ostróda Południe („Ostróda-Süd“) über den Knoten Ostróda Zachód („Ostróda-West“) bis Wirwajdy. Zunächst größtenteils als Teil der Landesstraße 16 geplant, gebaut und beschildert, wurde sie nach der Verlängerung der S5 bis nach Ostróda in das Schnellstraßennetz aufgenommen.
- Etappe 1: Knoten Ostróda Południe (2,53 km)
Die 2,5 km lange Strecke stellt einen kurzen Abschnitt der Umgehung innerhalb des Knotens Ostróda Południe („Ostróda-Süd“) dar. Er wurde im Rahmen des Abschnittes der S7 zwischen den Knoten Ostróda Północ („Ostróda-Nord“) – Ostróda Południe („Ostróda-Süd“) gebaut. Dabei wurde die Kreuzung zwischen den Landesstraßen 7 und 16 zu einem Knoten und die Landesstraße zu Schnellstraßen mit zwei Fahrbahnen und je zwei Fahrstreifen pro Richtung ausgebaut. Die von Osten aus Olsztyn kommende Landesstraße 16 geht in die ausgebaute Umgehungsstraße direkt über. Nach der Kreuzung der S7 in Form eines Kleeblatts kreuzt die Umgehungsstraße die ehemalige nach Ostróda verlaufende Landesstraße 16 in einer Anschlussstelle und geht in die zweite Etappe über. Der aus Autobahnkreuz und Anschlussstelle bestehende Knoten verfügt über Verteilerfahrbahnen, sodass aus einer Richtung kommend von der Hauptfahrbahn auf die Verteilerfahrbahn gewechselt werden muss, bevor die Ausfahrten des Kreuzes oder Anschlussstelle benutzt werden können. Nach Fertigstellung ist der Abschnitt derzeit als Landesstraße 16 beschildert, wobei er bereits die Parameter einer Schnellstraße erfüllt.
- Etappe 2: Knoten Ostróda Południe – Knoten Ostróda Zachód (5,26 km)
- Etappe 3: Knoten Ostróda Zachód – Wirwajdy (5,31 km)

### Nowe Marzy – Świecie Północ
Dieser 9,8 km lange Abschnitt führt vom Knoten Nowe Marzy, bei dem die Autobahn A1 im Schema einer Doppeltrompete gekreuzt wird, bis zum Knoten Świecie Północ („Świecie-Nord“).

### Świecie Południe – Bydgoszcz Północ
Dieser 23,0 km lange Abschnitt führt vom Knoten Świecie Południe („Świecie-Süd“) bis zum Knoten Bydgoszcz Północ („Bydgoszcz-Nord“).

### Umgehung von Świecie
Die Ortsumgehung von Świecie führt vom Knoten Świecie Północ („Świecie-Nord“) über den Knoten Świecie Zachód („Świecie-West“) bis zum Knoten Świecie Południe („Świecie-Süd“). Zunächst wurde die Umgehung Ende der 1990er Jahre mit größtenteils nur einer Fahrbahn und je einem Fahrstreifen pro Richtung realisiert. Bei den Knoten wurden bereits zwei Fahrbahnen mit je zwei Fahrstreifen gebaut. Jedoch war auf der restlichen Strecke bereits ein zukünftiger Ausbau einer zweiten Fahrbahn geplant.

### Umgehung von Bydgoszcz
Die weiträumige Ortsumgehung von Bydgoszcz umgeht auf einer Länge von 30,7 km die gleichnamige Stadt aus Norden von Świecie kommend in westlicher und südwestlicher Richtung. Die Umgehungsstraße beginnt beim Knoten Bydgoszcz Północ („Bydgoszcz-Nord“), der über 6 km von der nördlichsten Stadtgrenze entfernt in der Gemeinde Osielsko liegt und bei dem die Landesstraße 5 als Zufahrtsstraße in das Stadtgebiet abzweigt. Anschließend verläuft die Umgehungsstraße in einem neuen Korridor in westlicher Richtung zum Knoten Bydgoszcz Opławiec, der an der Landesstraße 25 zwischen Tryszczyn und Opławiec, einem Stadtteil von Bydgoszcz liegt. In südwestlicher Richtung führt die Straße weiter zum Knoten Bydgoszcz Zachód („Bydgoszcz-West“) und trifft dort auf die Landesstraßen 10 und 80. Der Knoten wird im Schema eines modifizierten Kleeblattes mit einer mehrspurigen halbdirekten Rampe realisiert. Dabei besteht Anschluss zur aus Westen kommenden Landesstraße 10 (zukünftig Schnellstraße S10), die nach dem Knoten in die Landesstraße 80 übergeht, die in das Stadtgebiet führt. Nun verläuft die Umgehungsstraße der S5 im Korridor der bestehenden Landesstraße 10 als Westumgehung bis zum Knoten Bydgoszcz Błonie, der südwestlich von Bydgoszcz in der Gemeinde Białe Błota liegt. Dieses Teilstück zwischen den Knoten Bydgoszcz Zachód und Bydgoszcz Błonie ist somit auch Teil der S10. Beim Knoten Bydgoszcz Błonie, der im Schema eines Kleeblattes gebaut ist, wird die Umgehungsstraße als Südumgehung weitergeführt und geht aus dem Verlauf der S5/S10 in den Verlauf der S10 über. Die S5 zweigt nach Südwesten in Richtung Szubin ab, während die Umgehungsstraße im Verlauf der S10 weiter bis zum Knoten Bydgoszcz Południe („Bydgoszcz-Süd“) verläuft. An den Knoten Bydgoszcz Błonie wird weiterhin die aus dem Stadtgebiet von Bydgoszcz kommende Woiwodschaftsstraße 223 angeschlossen.
- Knoten Bydgoszcz Północ – Knoten Bydgoszcz Opławiec (14,70 km)
- Knoten Bydgoszcz Opławiec – Knoten Bydgoszcz Błonie (13,46 km)
- Knoten Bydgoszcz Błonie (2,57 km)

### Bydgoszcz – Mieleszyn
Dieser 54,1 km lange Abschnitt führt vom Knoten Bydgoszcz Błonie, der südwestlich von Bydgoszcz liegt, bis zum Knoten Mieleszyn, der an der Grenze der Woiwodschaften Kujawien-Pommern und Großpolen liegt.
- Knoten Bydgoszcz Błonie – Knoten Szubin Północ (9,73 km)
- Knoten Szubin Północ – Knoten Żnin Północ (19,30 km)
- Knoten Żnin Północ – Knoten Mieleszyn (25,10 km)

### Mieleszyn – Gniezno Południe
Dieser 18,3 km lange Abschnitt verläuft vom Knoten Mieleszyn bis zum Knoten Gniezno Południe („Gniezno-Süd“).

### Gniezno Południe – Poznań Wschód
Dieser 34,2 km lange Abschnitt führt vom Knoten Gniezno Południe („Gniezno-Süd“) bis zum Knoten Poznań Wschód („Posen-Ost“) und stellt dabei die Ostumgehung von Posen dar.

### Poznań Wschód – Poznań Zachód
Auf dem 25,8 km langen Abschnitt zwischen dem Knoten Poznań Wschód („Posen-Ost“) und dem Knoten Poznań Zachód („Posen-West“), der die Südumgehung Posens darstellt, führt die Schnellstraße S5 auf dem Autobahnabschnitt der Autobahn A2. Zwischen den Knoten Poznań Krzesiny und Poznań Zachód („Posen-West“) verläuft die Schnellstraße S11 noch auf dem Autobahnabschnitt.

### Poznań Zachód – Mosina
Dieser 15,9 km lange Abschnitt beginnt am Knoten Poznań Zachód, der ein Autobahnkreuz im Schema einer Doppeltrompete darstellt, und verläuft über Stęszew bis zum Knoten Mosina, der 10 km westlich der gleichnamigen Stadt liegt.

### Rydzyna – Korzeńsko
Dieser 29,3 km lange Abschnitt führt vom Knoten Rydzyna, der südlich der gleichnamigen Stadt beim Dorf Kaczkowo liegt, bis zum Knoten Korzeńsko, der nordöstlich des gleichnamigen Ortes liegt. Weitestgehend verläuft die Schnellstraße dabei entlang der Bahnstrecke Wrocław–Poznań, wobei die Fahrbahnen westlich der Gleise liegen. Nur bei Bojanowo und Rawicz umgeht die Schnellstraße vom Westen her die beiden Städte, da die Bahnstrecke durch die Städte führt bzw. von beiden Seiten von Wohnhäusern umgeben ist. Kurz vor dem Ort Korzeńsko wechselt die Schnellstraße auf die östliche Seite der Bahnstrecke und der Knoten liegt ebenfalls östlich der Gleise, da der Ort Korzeńsko westlich an der Bahnstrecke liegt.

### Korzeńsko – Wrocław
Dieser 48 km lange Abschnitt verbindet den Knoten Korzeńsko mit dem Knoten Wrocław Północ („Breslau-Nord“), der nördlich von Breslau im Verlauf der Autobahn A8 liegt.
- Knoten Korzeńsko – Morzęcino (14,94 km)
- Morzęcino – Knoten Trzebnica (13,80 km)
- Knoten Trzebnica – Knoten Wrocław Północ (19,29 km)

## Geplante Abschnitte
| Abschnitt                                                       | Länge    | geplante Bauzeit | voraussichtliche Baukosten |
| --------------------------------------------------------------- | -------- | ---------------- | -------------------------- |
| Wirwajdy – Knoten Nowe Marzy                                    | 0≈90 km  | 2029–2032        |                            |
| Knoten Olbrachtowice / Sobótka Północ (S8) – Knoten Bolków (S3) | 049,7 km | 2026–2030        |                            |
| Summe                                                           | 139,7 km |                  |                            |